# قضاوت گمشده
قضاوت گمشده (انگلیسی: Lost Judgment) یک بازی اکشن-ماجراجویی از مجموعه بازی‌های یاکوزا می‌باشد که توسط سگا در سال ۲۰۲۱ برای پلی‌استیشن ۴، پلی‌استیشن ۵، اکس‌باکس وان و اکس‌باکس سری اکس و سری اس منتشر شده‌است. بازی در مورد بازرس خصوصی با نام تاکایوکی یاگامی است که مسئول پرونده‌های قتل و آزار جنسی در کابوکیچو است.